# Wiesent (gmina)
Wiesent – miejscowość i gmina w Niemczech, w kraju związkowym Bawaria, w rejencji Górny Palatynat, w regionie Ratyzbona, w powiecie Ratyzbona. Leży około 21 km na wschód od Ratyzbony, przy autostradzie A3.
1 lipca 2014 do gminy przyłączono teren o powierzchni 4,6 km² z obszaru wolnego administracyjnie Forstmühler Forst.